# Nuoto sincronizzato ai campionati mondiali di nuoto 2015 - Singolo (programma libero)
La competizione di nuoto sincronizzato - Singolo libero dei campionati mondiali di nuoto 2015 si è disputata il 27 e 29 luglio 2015 alla Kazan Arena di Kazan'. Il 27 luglio si è disputato il turno eliminatorio cui hanno partecipato 27 atlete. Le 12 migliori hanno disputato la finale il 29 luglio.

## Medaglie
| Posizione | Atleta           | Paese  |
| --------- | ---------------- | ------ |
| Oro       | Natal'ja Iščenko | Russia |
| Argento   | Huang Xuechen    | Cina   |
| Bronzo    | Ona Carbonell    | Spagna |

## Risultati
In verde sono denotate le finaliste.
| Posizione | Atlete               | Nazionalità    | Preliminare | Preliminare | Finale  | Finale    |
| Posizione | Atlete               | Nazionalità    | Punti       | Posizione   | Punti   | Posizione |
| --------- | -------------------- | -------------- | ----------- | ----------- | ------- | --------- |
|           | Natal'ja Iščenko     | Russia         | 96.5000     | 1           | 97.2333 | 1         |
|           | Huang Xuechen        | Cina           | 95.2000     | 2           | 95.7000 | 2         |
|           | Ona Carbonell        | Spagna         | 94.5000     | 3           | 94.9000 | 3         |
| 4         | Anna Vološyna        | Ucraina        | 92.5333     | 4           | 93.1333 | 4         |
| 5         | Yukiko Inui          | Giappone       | 91.7333     | 5           | 92.4333 | 5         |
| 6         | Jacqueline Simoneau  | Canada         | 89.8000     | 6           | 90.2333 | 6         |
| 7         | Linda Cerruti        | Italia         | 88.5000     | 7           | 89.2000 | 7         |
| 8         | Margaux Chrétien     | Francia        | 85.6667     | 10          | 86.6000 | 8         |
| 8         | Mary Killman         | Stati Uniti    | 86.8000     | 8           | 86.6000 | 8         |
| 10        | Evangelia Platanioti | Grecia         | 86.7000     | 9           | 86.3333 | 10        |
| 11        | Anastasia Gloushkov  | Israele        | 85.4000     | 11          | 85.3000 | 11        |
| 12        | Kang Un-ha           | Corea del Nord | 83.4333     | 12          | 83.7000 | 12        |
| 13        | Nadine Brandl        | Austria        | 82.6667     | 13          |         |           |
| 14        | Sascia Kraus         | Svizzera       | 80.8333     | 14          |         |           |
| 15        | Etel Sánchez         | Argentina      | 79.7000     | 15          |         |           |
| 16        | Eszter Czékus        | Ungheria       | 79.4000     | 16          |         |           |
| 17        | Marlene Bojer        | Germania       | 77.0667     | 17          |         |           |
| 18        | Rebecca Domika       | Croazia        | 76.9667     | 18          |         |           |
| 19        | Reem Abdalazem       | Egitto         | 76.1667     | 19          |         |           |
| 20        | María Villasena      | Venezuela      | 74.2333     | 20          |         |           |
| 21        | Defne Bakırcı        | Turchia        | 73.4667     | 21          |         |           |
| 22        | Lee Lee Yhing Huey   | Malaysia       | 73.0333     | 22          |         |           |
| 23        | Uhm Ji-wan           | Corea del Sud  | 72.5000     | 23          |         |           |
| 24        | Daniela Bozadzhieva  | Bulgaria       | 72.3000     | 24          |         |           |
| 25        | Cho Man Yee Nora     | Hong Kong      | 69.2333     | 25          |         |           |
| 26        | Cristy Alfonso       | Cuba           | 68.3667     | 26          |         |           |
| 27        | Kerry Norden         | Sudafrica      | 65.6667     | 27          |         |           |